# Dolenja Brezovica, Šentjernej
Dolenja Brezovica este o localitate din comuna Šentjernej, Slovenia, cu o populație de 149 de locuitori.